# Јевреји у Доњецкој Народној Републици
Јевреји у Доњецкој Народној Републици представљају заједницу јеврејске дијаспоре која живи у ради на територији Доњецке Народне Републике. Јевреји су у ДНР организовани у Доњецку јеврејску општину, што у правном систему Доњецке Народне Републике представља удружење националних мањина, па се Јевреји сходно томе у овој међународно непризнатој републици, сматрају националном мањином. Историја Јевреја на тлу ове земље траје од 1804. године, када су се Јевреји први пут населили на простор данашњег главног града Доњецка.

## Историјат
Историја јеврејског народа на тлу данашње Доњецке Народне Републике службено почиње да се биљежи почетком 20. вијека. Јеврејима је дозвољено да се насељавају у насељу Јузовка, које је основано 1869. и касније се развило у Доњецк, у великом броју 1903. године, а према попису становништва Јекатеринославске покрајине, 1897. године Јевреји су чинили 4,97% становништва Јузовке. Послије 7 година - 1910. године представници јеврејске заједнице чинили су четвртину становништва села, која ће у будућности постати центар регије. Већина Јевреја у овој области била је ангажована у занатству и трговини.
Царица Катарина II издаје дозволу за насељавање Новорусије од стране Јевреја 1764. године, али је масовнији долазак Јевреја у Русију почео тек након насељавања дијелова Пољске. Међутим, Јевреји, који су били традиционално урбани становници, трговци и занатлије, радије су ишли у пусту Новорорсију, него у насељену и урбану централну Русију. Покушавајући да миграцију Јевреја окрене у своју корист, царска влада је 1791. године увела ограничења која су постављала темеље за нова насеља. Јеврејима је било дозвољено да живе само у Јекатеринославу, Таврији и Бјелорусији. Територија Донбаса је у то вријеме била дио Бахмута, Доњецка и Јекатеринослава. Први познати подаци ове регије, из 1799. године показали су да у граду Бахмуту, Јевреји чине 9,8% становништва, а у округу је живјело 127 људи или 0,3%. Први талас систематског насељавања датира још од 1804. године, када је царска влада, која је жељела да „испразни” Бјелорусију, дала дозволу да земљу напусти 340.000 Јевреја. Да би их везали за Новорусију, у азовској области додијељено им је 30.000 хектара земље. Сљедећи покушај односи се на 1817. годину, када је основано „Друштво израелских хришћана”, са циљем да се Јевреји преобрате у хришћанство. Педесет јеврејских породица из Одесе преселило се тада у Маријупољ на земљу која је некада припадлаа Грцима. 1823-1825. у области Азова било је три јеврејске пољопривредне колоније Зеленопоље, Иванопоље, Клебодаровка. Тада су се Јевреји појавили и у самом Маријупољу. Сљедећи талас јеврејског досељавања датира у периоду од 1846-1850.
До средине 19. вијека удео јеврејског становништва у покрајини Јекатеринославу је порастао од 0,37% до 1,76%. У Бахмуту је живјело 1670 Јевреја током 1857. године. Пошто су Јевреји претежно урбани становници, у градовима су чинили већи удио у становништву: 1863. у Бахмуту 15%, у Маријупољу - 5,3%. До 1913. године та бројност се повећала на 22,8% и 15%. Јевреји у градовима се углавном баве занатством и трговином (у Бахмуту они су чинили 36,4% трговаца, а предузетника 59,1%), међутим, баве се и пољопривредом. У Јекатеринославу већ 1897. године било је 17 јеврејских пољопривредних колонија. Као и представници других народа, Јевреји подржавају револуционарне акције 1917. године и активно учествују у догађајима у наредном периоду, поготову узевши у обзир чињеницу да они тада у Иузовки представљају другу највећу националну групу - 18.2%. Од 1920. године у покрајини Доњецк удио Јевреја у општој популацији смањен је на 2,5%, док је у урбаним срединама повећан и износио је: у Изовки 25,7%, у Бахмуту 29,9%.

## Данас
Током априла 2014. године, уочи Пасхе, припадници власти Доњецке Народне Републике су издали документе којима су позивали Јевреје у граду да региструју своју религију и имовину у Доњецкој области, с обзиром на промјену политичких и друштвених односа и успостављања привремене проруске владе или да ризикују депортацију и губитак њиховог држављанства. Јеврејска заједница у Донбасу, која броји око 1.500 људи, тешко је поднијела војни сукоб, као и остало становништво, имала је проблема са оскудицом хране, док су јеврејске институције смањиле активности на минимум.

## Јеврејска општина
Кровни савез Јевреја у Доњецку и околини, представља Доњецка јеврејска општина, аполитично, независно удружење јеврејске националне мањине, које руководи активностима јеврејске популације у Доњецкој Народној Републици.

### Синагога
Јеврејска синагога „Беит Менахем-Мендел” је смјештена у Доњецку на адреси Октобарска улица 36.
Прва синагога у Јазовки, данашњем Доњецку изграђена је почетком 19. вијека. Од 1910. године, када постојећа синагога више није могла да прими све вјернике, одлучено је да се на територији града подигне још један храм. Прикупљање новчаних средстава је трејало неколико година, а након прикупљених средстава јеврејска заједница Донбаса је изградила данашњу синагогу током 1919. године. Редовне службе у новој синагоги почеле су 1920. али 1931. године одлуком локалних власти синагога бива укинута као вјерска јеврејска институција. Године 1938. године у згради је отворен клуб медицинских радника. Бројне петиције јеврејске вјерске заједнице и вјерника да се синагога врати правим власницима власт је годинама одбијала, да би тек 1989. синагога коначно враћена Јеврејима. Данас је обновљена активност синагоге, њен статус духовног и вјерског центра јеврејске заједнице.